# کریستین کشن
کریستین کشن (انگلیسی: Christine Keshen؛ زادهٔ ۶ فوریهٔ ۱۹۷۸) ورزشکار کرلینگ اهل کانادا است.